# Mullens
Mullens es una ciudad ubicada en el condado de Wyoming en el estado estadounidense de Virginia Occidental. En el Censo de 2010 tenía una población de 1559 habitantes y una densidad poblacional de 326,43 personas por km².

## Geografía
Mullens se encuentra ubicada en las coordenadas 37°34′57″N 81°23′10″O / 37.58250, -81.38611. Según la Oficina del Censo de los Estados Unidos, Mullens tiene una superficie total de 4.78 km², de la cual 4.65 km² corresponden a tierra firme y (2.66%) 0.13 km² es agua.

## Demografía
Según el censo de 2010, había 1559 personas residiendo en Mullens. La densidad de población era de 326,43 hab./km². De los 1559 habitantes, Mullens estaba compuesto por el 96.47% blancos, el 2.18% eran afroamericanos, el 0.13% eran amerindios, el 0% eran asiáticos, el 0% eran isleños del Pacífico, el 0.19% eran de otras razas y el 1.03% pertenecían a dos o más razas. Del total de la población el 0.06% eran hispanos o latinos de cualquier raza.